# Xialiangzi
Xialiangzi (kinesiska: 下亮子, 下亮子乡) är en socken i Kina. Den ligger i provinsen Heilongjiang, i den nordöstra delen av landet, omkring 370 kilometer öster om provinshuvudstaden Harbin. Antalet invånare är 19 229. Befolkningen består av 9 366 kvinnor och 9 863 män. Barn under 15 år utgör 13,0 %, vuxna 15-64 år 78 %, och äldre över 65 år 7,0 %.
Genomsnittlig årsnederbörd är 752 millimeter. Den regnigaste månaden är juli, med i genomsnitt 164 mm nederbörd, och den torraste är januari, med 3 mm nederbörd.